# Kommando Gebirgskampf
Das Kommando Gebirgskampf wurde im Zuge der Bundesheerreform 2016 aus den Verbänden der 6. Jägerbrigade gebildet. Ihm waren mehrere Bataillone und Einheiten unterschiedlicher Waffengattungen in Tirol, Kärnten und im Salzburg unterstellt. Das Kommando des Verbandes befand sich in Absam. Zum 1. Oktober 2018 wurde das Kommando aufgelöst und in die 6. Gebirgsbrigade überführt.

## Geschichte
Als Konsequenz der Flüchtlingskrise 2015 kam es beim Bundesheer einerseits zu einer Aufstockung der Verbände und andererseits zu einer weiteren Spezialisierung und Neugliederung. Für die ehemalige 6. Jägerbrigade hatte dies zur Folge, dass sie im Rahmen dieser Reform in das Kommando Gebirgskampf übergeführt wurde.
Dem dadurch neu entstandenen Verband wurde folgendes Aufgabengebiet im Auftragsspektrum des Bundesheeres zugeordnet:

„Das Kommando zeichnet sich durch seine Fähigkeit zum Einsatz im Hochgebirge und in schwierigem Gelände aus...Zusätzlich übernimmt das Kommando Aufgaben im Rahmen eines europäischen Zentrums für Gebirgskampf und koordiniert die Ausbildung der gebirgsbeweglichen Truppen des Bundesheeres.“

Aufgrund dieser Spezialisierung auf Einsätze im Gebirge erfolgte im Zuge der Überführung die Unterstellung des Tragtierzentrums in Hochfilzen und des Gebirgskampfzentrums in Saalfelden.
Im Gegenzug wurde das bisher der 6. Jägerbrigade unterstellte Jägerbataillon 23 dem Militärkommando Vorarlberg zugeordnet. Das ebenfalls unterstellte Stabsbataillon 6 wurde aufgelöst, ein Großteil der Mannschaft trat zum neu aufgestellten Jägerbataillon 6 über, das in Innsbruck stationiert und direkt dem Militärkommando Tirol unterstellt ist.

## Gliederung
Das Kommando Gebirgskampf hatte folgende Gliederung:
- Bundesministerium für Landesverteidigung und Sport in Wien
  - Kommando Landstreitkräfte in Wien
    - Streitkräfteführungskommando in Graz
      - Kommando Gebirgskampf
        - Jägerbataillon 24 in Lienz
        - Jägerbataillon 26 in Spittal an der Drau
        - Pionierbataillon 2 in Wals-Siezenheim
        - Tragtierzentrum in Hochfilzen
        - Gebirgskampfzentrum in Saalfelden

## Rolle des Gebirgskampfzentrums im europäischen Verbund
Im Zuge der Zentralisierung der Waffenschulen des Bundesheeres zur Heerestruppenschule wanderte 2008 die in der Anton-Wallner-Kaserne in Saalfelden untergebrachte Jägerschule ins Burgenland ab. Stattdessen erfolgte die Errichtung eines Gebirgskampfzentrums in Saalfelden, in der nicht nur Soldaten des Bundesheeres, sondern auch Spezialisten befreundeter Ländern für den Gebirgskampf geschult werden.
Eine besondere Aufwertung erhielt diese Einrichtung 2012 als Österreich im Rahmen der EU-weiten Initiative Pooling & Sharing (P&S) Mountain Training Initiative or MTI eine Führungsrolle bei der militärischen Ausbildung von Hochgebirgseinheiten verschiedener EU-Staaten einnahm, wobei sich speziell mit der deutschen Bundeswehr eine enge Zusammenarbeit entwickelte.
Mit der durch die Bundesheerreform 2016 weiter vorangetriebene Spezialisierung des Bundesheeres war es daher naheliegend das Gebirgskampfzentrum dem neugeschaffenen Kommando Gebirgskampf zu unterstellen.

## Bewaffnung und Ausrüstung
Der Großverband, der mit einer Brigade vergleichbar ist, verfügte über Pionier- und Gebirgsjägereinheiten, welche über folgende Bewaffnung verfügen:
- Maschinengewehr 74
- Sturmgewehr 77
- Scharfschützengewehr 69
- Pistole 80
- Panzerabwehrrohr 66/79
- Schwerer Granatwerfer 86
- Panzerabwehrlenkwaffe 2000

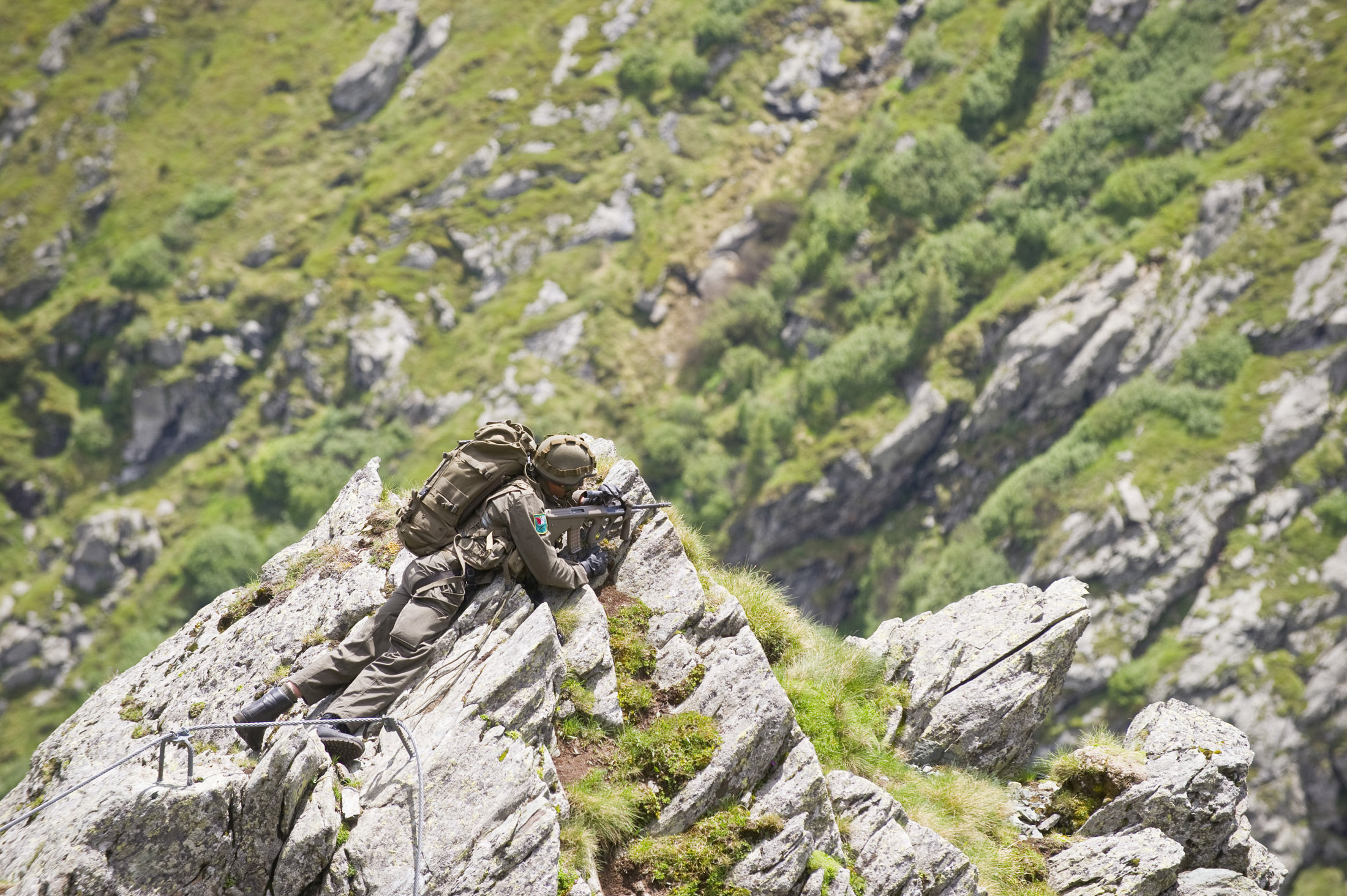
Ein Soldat des Jägerbataillons 26 bewaffnet mit dem StG 77
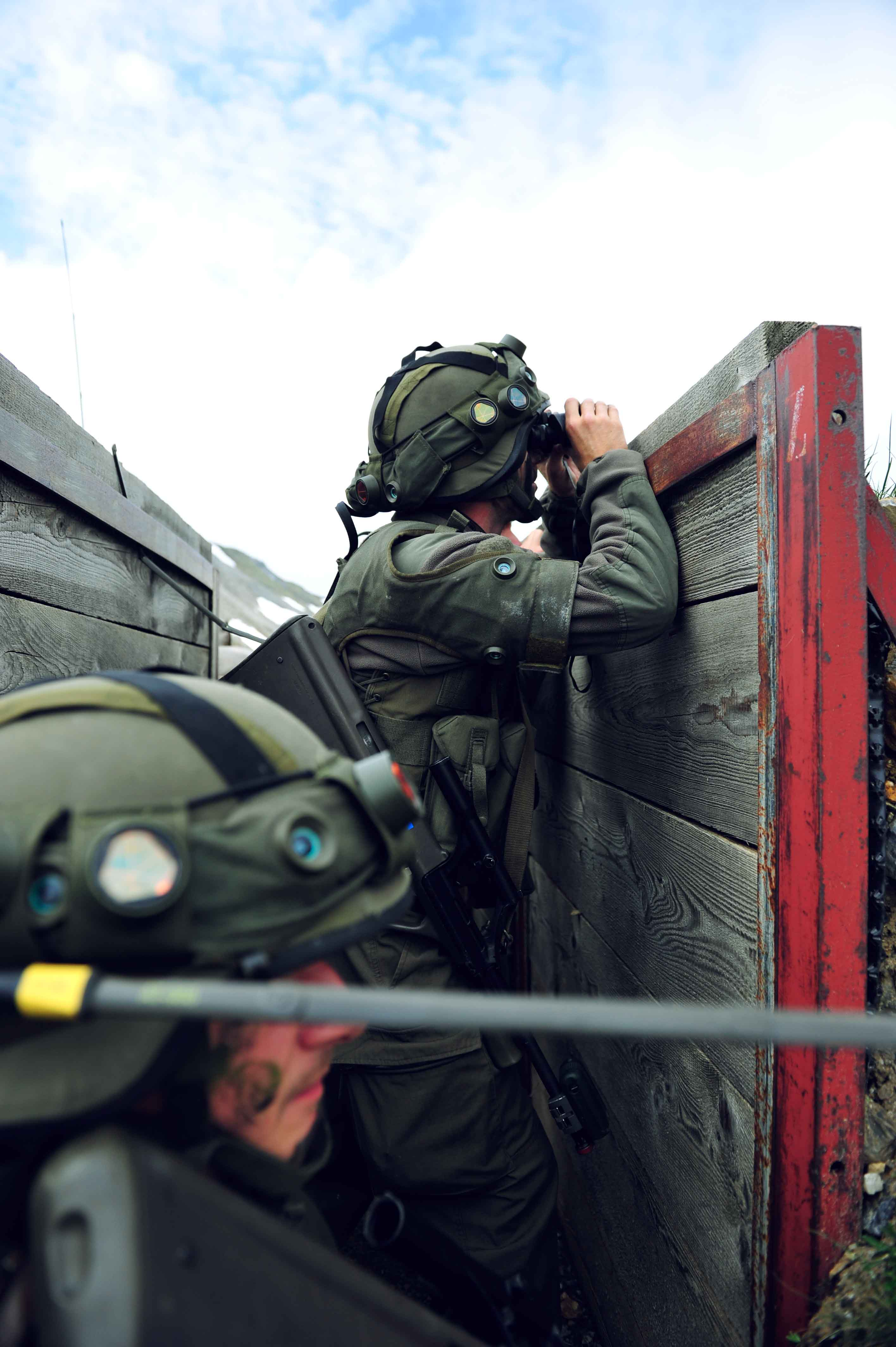
Zwei Soldaten des Jägerbataillons 24 auf einem Beobachtungsposten
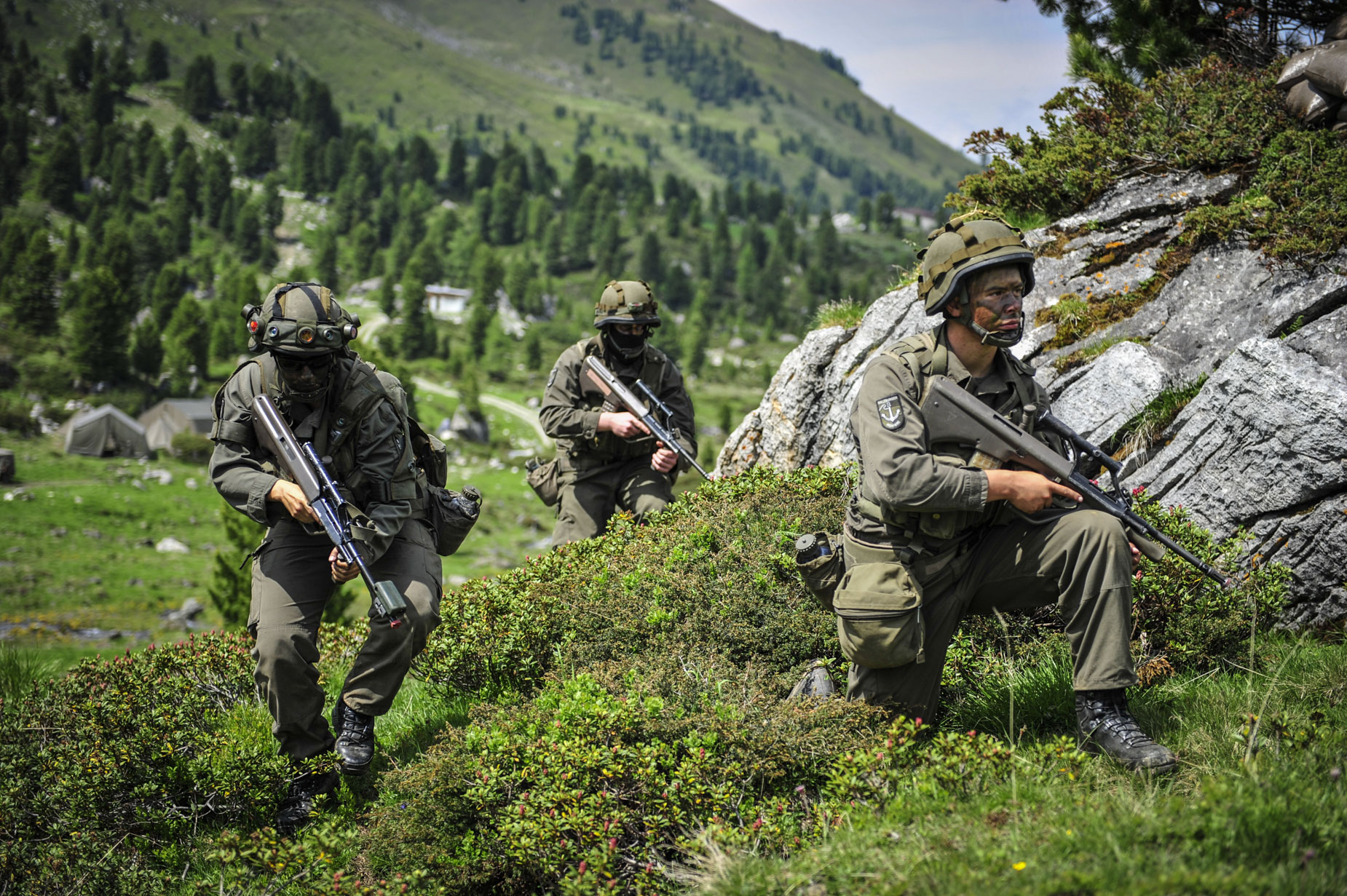
Angehörige des Salzburger Pionierbataillons 2
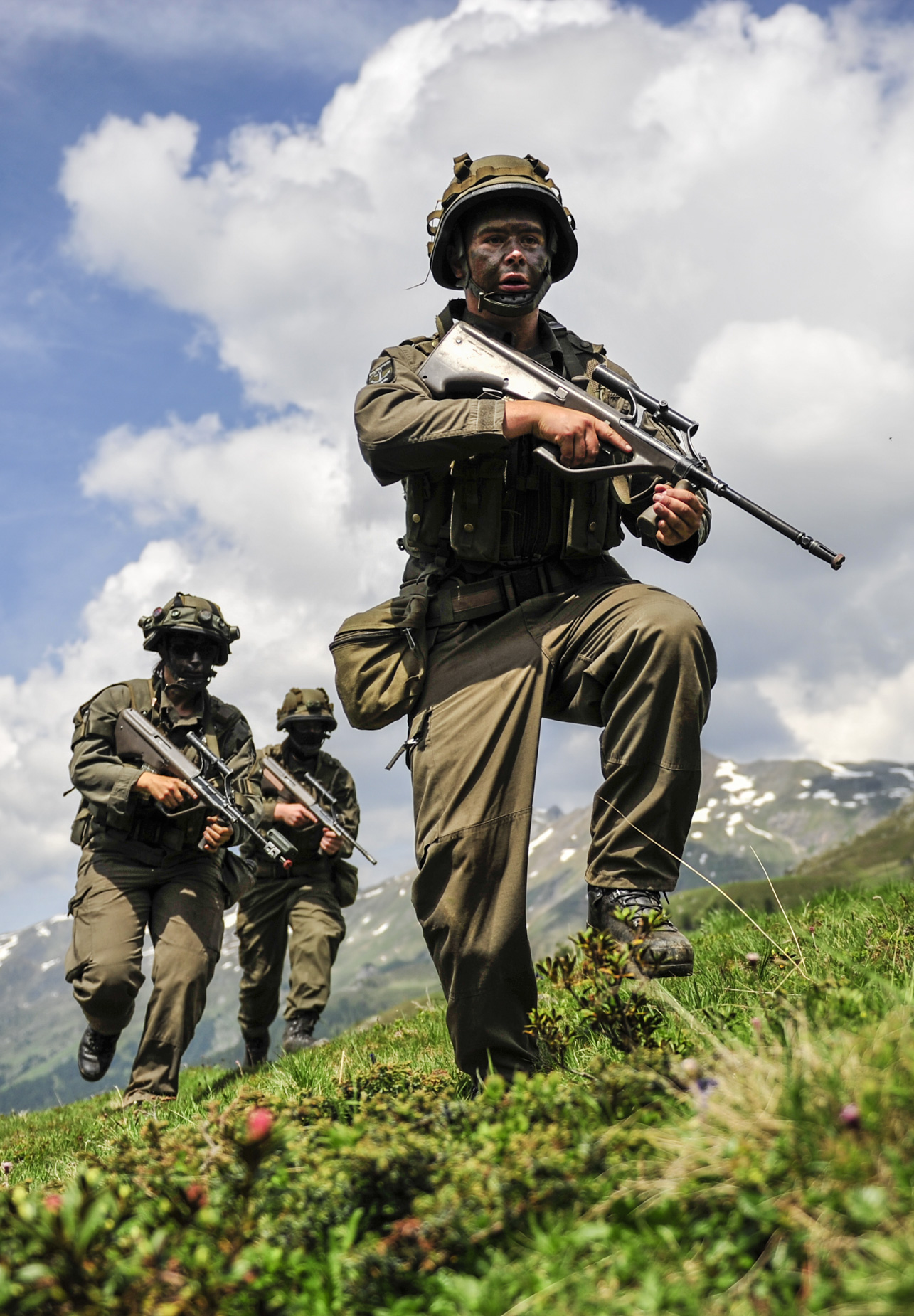
Drei Pioniere des PiB 2

## Kommandanten
- Oberst dG Wolfgang Weichselberger[9] 2017–2018